# Менґлі II Ґерай
Менґлі II Ґерай (1678-31 грудня 1739 [Архівовано 11 вересня 2016 у Wayback Machine.]) — кримський хан у 1724—1730 та 1737—1740 рр. з династії Ґераїв. Син Селіма I Ґерая. Був нуреддином при Гази III Ґераї і калгою при Каплані I Ґераї.
Головним завданням Менґлі II після його сходження на трон стало утихомирення знаті. При першій нагоді найбільш схильних до бунтів направив із країни у перський похід. Лідери опозиції, у тому числі Ширінський бей утекли з Кримського ханства. У цей же час османські командири на прохання Менґлі II ліквідовували ту групу бунтівників, що прибула на перську кампанію.
Менґлі II звернувся до іншого вогнища напруженості — Буджаку. Тамтешні ногайці незабаром теж були приведені до покірності. Нарешті, хан примусив повсталого племінника Бахта Ґерая, який із часу Каплана I Ґерая сіяв смуту серед черкесів і кубанських ногайців, припинити чинити опір в замін на амністію. Таким чином Менґлі II зняв найгостріші внутрішньокримські конфлікти, виявивши себе як тонкий стратег і умілий політик. Більшість кримських татар підтримували правителя, що зупинив багаторічну смуту в країні.
Проте незабаром у Стамбулі відбувся палацовий переворот, і це позначилося на долі Менґлі II: його супротивники при султанському дворі змогли добитися відставки для хана.
Повторно призначений ханом під час глибокої кризи, викликаної російським вторгненням і нездатністю двох його попередників ефективно протистояти агресорам.
Менґлі II уміло організував оборону і при спробі росіян утретє зайняти Крим відбив їх під Перекопом.
Менґлі II відрізнявся схильністю до літератури і теології. Був членом суфійського ордена. Жертвував кошти на споруду мечетей, текіє і медресе в Криму, Буджаку та Османській імперії.